# Alexander’s Rest

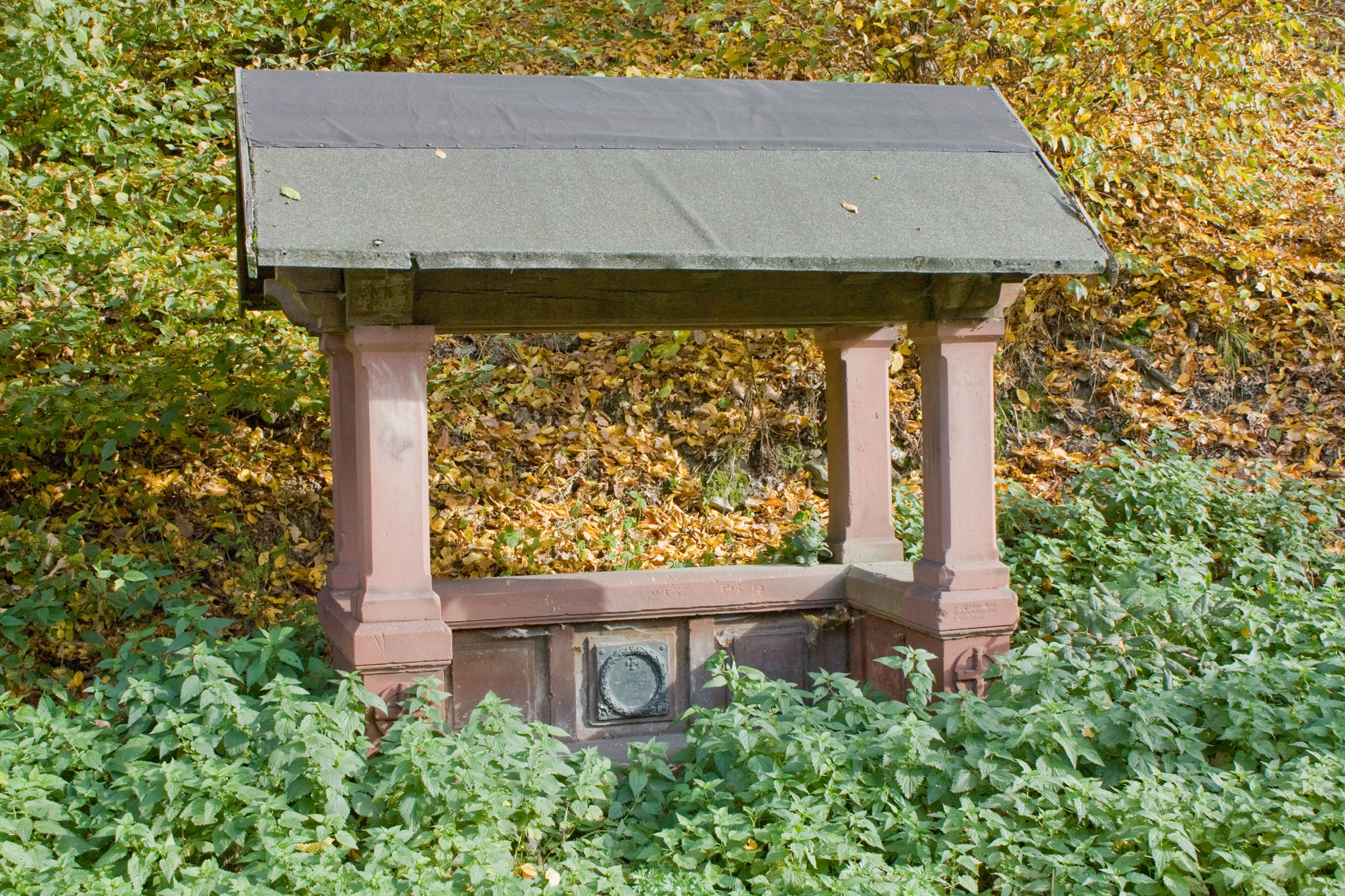
Alexander’s Rest

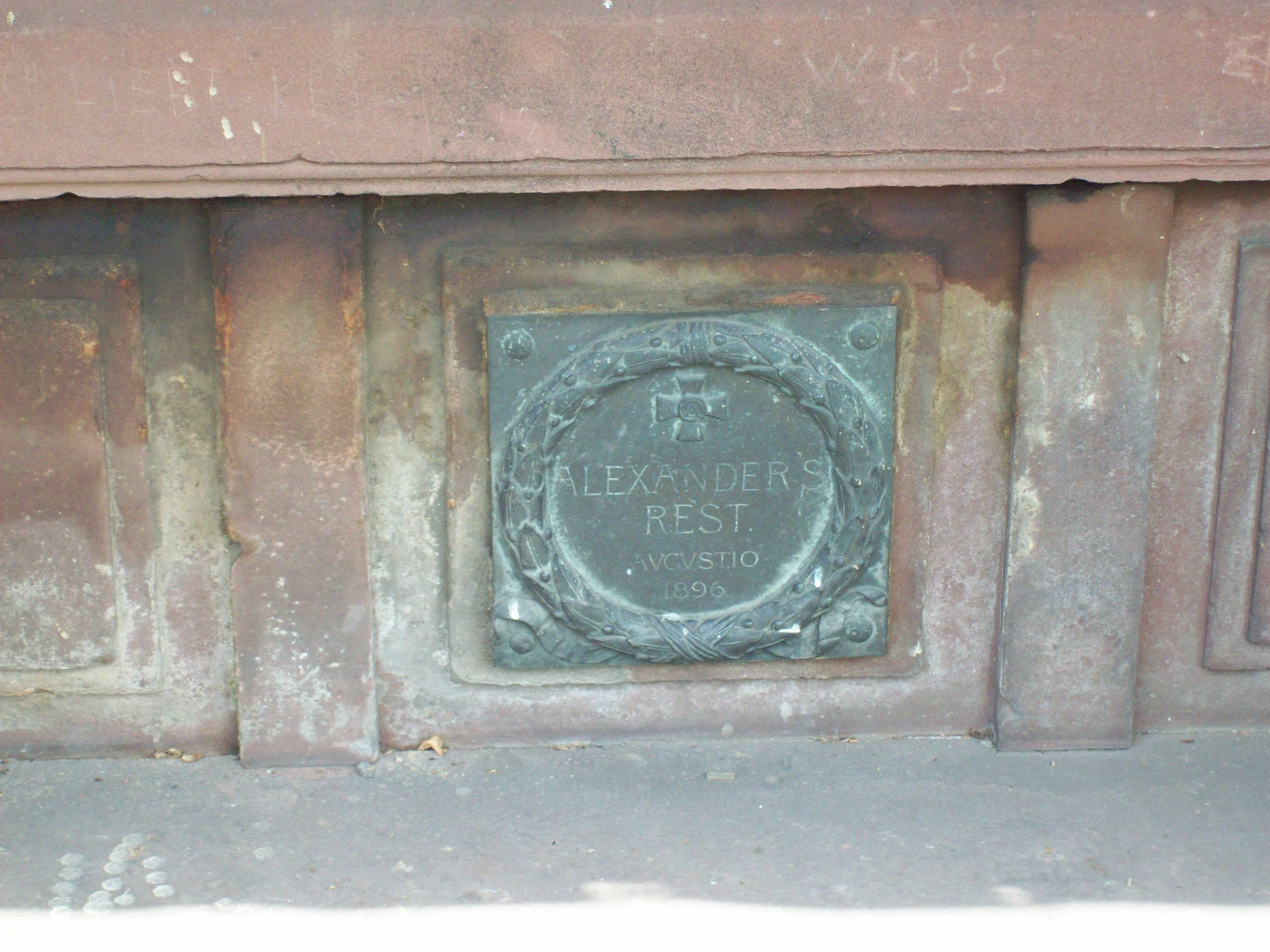
Alexander’s Rest – Detail

Alexander’s Rest ist eine überdachte Sitzbank im hessischen Kurort Bad Schwalbach. Errichtet wurde sie als Gedenkstätte im August 1896 nördlich der Stadt an der Verbindungsstraße nach Adolfseck, der heutigen Bundesstraße 54. Die Gedenkstätte erinnert an einen britischen Kurgast, der an dieser Stelle mit dem Fahrrad tödlich verunglückte und auf dem Friedhof von Langenschwalbach beigesetzt wurde.
Die Angehörigen des Verunfallten hatten den örtlichen Steinmetz Joh. Rademacher mit dem Bau beauftragt. Rademacher führte die Bank aus Sandstein aus und brachte kleinere Ornamente als Dekor an. Er umgab die Bank mit vier massiven steinernen Säulen, die ein einfaches Satteldach tragen.
In der Bank eingelassen ist die Inschrift:
Alexander’s Rest / Augusto 1896
Joh. Rademacher / Steinhauermeister / L. Schwalbach.
Beim Ausbau der Bundesstraße 54 nach dem Zweiten Weltkrieg wurde die Fahrbahnoberfläche angehoben und der untere Teil des Denkmals verschüttet, so dass sich die heutige Oberfläche im Bereich der ehemaligen Sitzfläche befindet. Der Tempel wurde im Juli 2013 neu in Schiefer gedeckt.
Das Kleindenkmal ist im Denkmalverzeichnis des Landesamts für Denkmalpflege Hessen als Kulturdenkmal aus geschichtlichen Gründen eingetragen.